# Jorge Navarro (galopptränare)
Jorge Navarro, född 1975 i Panama City, är en panamansk galopptränare. Han är en av USA:s mest framgångsrika galopptränare, och tränade bland annat hästen X Y Jet.

## Karriär
Navarro föddes i Panama City i Panama, och började sin karriär inom galoppsporten med att arbeta för sin styvfar Julian Canet. Navarros familj flyttade till USA 1988, och bosatte sig i Michigan. Navarro tog examen från high school och började arbeta hos galopptränare runt Detroit. Han tog ut sin tränarlicens 2008, och startade sin egen tränarrörelse i Florida 2010. Sedan starten har han segrat i flera stakeslöp, och i grupp 1-löpet Dubai Golden Shaheen med X Y Jet (2019).

## Dopningsanklagelser
2013 stängdes Navarro av från att tävla i hela Florida, då olagliga mängder av preparat framkommit på dopningsprover, 300 gånger mer än den tillåtna doseringen. 2017 spreds en video som visar Navarro firande med en hästägare efter en seger. I videon hörs ägaren ropa “That’s the juice!”.
Då dopinghärvan inom nordamerikansk trav- och galoppsport uppmärksammades i början av mars 2020, när FBI gjort tillslag mot flera toppnamn inom den amerikanska trav- och galoppsporten, fanns Navarro bland de åtalade.
I augusti 2021 erkände Navarro att han injicerat sina hästar med förbjudna preparat, kallat för "monkey” eller “red acid". Navarro har vunnit prispengar på över 34 miljoner dollar under sin karriär, bland annat med hästen X Y Jet, som sprang in över 3 miljoner dollar, och som dog i en mystisk hjärtattack i januari 2020. I ett inspelat samtal med hjälptränaren Michael Tannuzzo, säger han att Navarro frekvent skadat och tagit död på hästar, och att minst sex hästar har dött.
Navarro riskerar fem års fängelse och har gått med på att betala ca 25 miljoner dollar i böter. Han förbjuds även att ha någon som helst kontakt med hästar. Då Navarro ursprungligen är från Panama, riskerar han dessutom att utvisas från USA på livstid. Navarro dömdes till 5 års fängelse den 17 december 2021.